# Ein Schweinchen namens Babe
Ein Schweinchen namens Babe ist ein australischer Familienfilm unter der Regie von Chris Noonan aus dem Jahr 1995. Er beruht auf dem Kinderbuch Schwein gehabt, Knirps! (Originaltitel The Sheep Pig) von Dick King-Smith. Hauptdarsteller James Cromwell und Magda Szubanski verkörpern das Farmerehepaar Hoggett. Zudem sprechen zahlreiche bekannte Schauspieler, darunter Hugo Weaving, die Dialoge zwischen deren Hoftieren. Der Film startete am 7. Dezember 1995 in den deutschen Kinos. 1998 entstand die Fortsetzung Schweinchen Babe in der großen Stadt.

## Handlung
Das Ferkel Babe, ein Name, mit dem alle Ferkel von ihrer Mutter angesprochen wurden, wächst zunächst in einer Schweinezuchtanlage auf, als es, kurz nachdem seine Mutter von einem Schlachterbetrieb abgeholt wurde, als Preis für einen Wettbewerb für ein bald stattfindendes Volksfest ausgewählt wird. Auf diesem begegnet es erstmals dem eigensinnigen, aber gutmütigen Farmer Arthur Hoggett, der das Ferkel auch gewinnt, indem er Babes Gewicht richtig geschätzt hat. Obwohl Hoggett keine Schweine hält, nimmt er den Preis an, da Weihnachten vor der Tür steht und Babe somit als Weihnachtsbraten vorgesehen wird.
So kommt Babe schließlich auf den Hof von Arthur Hoggett und seiner Frau Esme, wo er die Aufmerksamkeit der Welpen von Border-Collie-Hündin Fly und ihrem Gatten Rex auf sich zieht. Während Fly Mitleid mit dem traurigen Schweinchen hat und in ihr Herz schließt, ist Rex, der die Traditionen auf der Farm schätzt, weit weniger erfreut darüber. Er gestattet ausnahmsweise, dass Babe bei den Hunden in der Scheune bleiben darf, bis er sich auf der Farm eingelebt hat. Kurze Zeit später lernt Babe die Ente Ferdinand kennen, der allerdings wie ein Hahn kräht, um so einen Nutzen auf der Farm zu erfüllen und damit der Schlachtung zu entgehen. Allerdings haben sich die Hoggetts genervt einen Wecker zugelegt, was ihn stört. Er bringt Babe dazu, verbotenerweise in das Haus einzudringen, um so den Wecker zu stehlen. Dabei weckt das Schweinchen die hinterlistige Katze Duchess und löst damit ein Chaos aus. Er wird in der Scheune vor einer Art Tribunal gestellt, dem Rex vorsitzt und das sich auf die natürliche Bestimmung der einzelnen Tierarten beruft. Zudem verbietet er Babe den Kontakt zu Ferdinand, der sich seitdem versteckt. Kurz darauf werden die Welpen von Fly und Rex verkauft, was gerade Fly sehr traurig macht. Als Babe sie fragt, ob er Mama zu ihr sagen darf, adoptiert Fly ihn.
Mit seiner freundlichen Art weckt Babe schnell die Sympathien der anderen Tiere. Als Hoggett mit Rex, Fly und ihren Welpen zur Schafsherde aufbricht, bleibt Babe allein auf der Farm zurück. Dort lernt er das Alphatier der Herde kennen, die schon etwas betagte Maa. Diese ist ganz verzückt von dem kleinen Schweinchen und seiner Höflichkeit. Das Schicksal der Schlachtung bleibt ihm erspart, als sich Hoggett entscheidet, eine Ente, die Ferdinand nahe stand, als Weihnachtsbraten zu schlachten. Deswegen beschließt Ferdinand, die Farm zu verlassen und bittet Babe, das Tor für ihn zu öffnen und verschwindet daraufhin. Dabei bemerkt Babe, dass irgendwas in der Schafsherde nicht stimmt und verlässt so verbotenerweise die Farm. Auf dem Gelände, wo die Schafe grasen, treiben gerade Viehdiebe ihr Unwesen, was die Schafe in Panik versetzt. Babe rennt so schnell wie er kann zurück zur Farm und erzählt Fly davon, die wiederum Hoggett warnt. Gemeinsam können sie den Großteil der Herde retten. Dieser Vorfall inspiriert Babe dazu, es selber mit dem Schafehüten zu versuchen und übt, indem er die Hühner nach der Farbe ihres Federkleides trennt. Das wird von Hoggett beobachtet, der beeindruckt vom Schweinchen ist und dessen Absicht erkennt.
So kommt es, dass Babe zusammen mit Fly und Rex Hoggett zur Schafsherde begleiten darf. Als Fly Babe Tipps zum Schafehüten gibt, erzürnt sie damit Rex. Babe versucht auf die Art die Schafsherde zu führen, wie es die Hunde tun, mit autoritärem Ton. Als Babe dies nicht schafft und ihn die Schafe auslachen, beißt er eines ins Bein. Maa ist über sein plötzliches rüpelhaftes Verhalten verwundert. Babe entschuldigt sich und Maa rät ihm, die Schafe ganz einfach mit seiner freundlichen Art zu führen, was auch funktioniert. Babe gelingt es, die Schafe problemlos in die Umzäunung zu leiten. Weil er aber befürchtet, Rex damit verärgert zu haben, vertraut er sich Fly an, die dies mit ihrem Gatten klären will. Dieser ist bei der Aussprache so wütend, dass er Fly angreift und am Bein verletzt und Hogget in die Hand beißt. Daraufhin wird er an die Kette gelegt. Babe, der sich sicher ist, die Situation deeskalieren zu können, sucht das Gespräch mit Rex und wird auch von ihm angegriffen. Daraufhin wird Rex vom Tierarzt untersucht und sediert. Hogget bleibt somit nichts anderes übrig, die Aufgabe der Hunde an Babe zu übertragen.
Fly berichtet Babe daraufhin, was mit Rex ist. Rex war ursprünglich ein großartiger Schafshüter gewesen und mehrfacher nationaler Champion. Er wäre beinahe zum größten Champion aller Zeiten aufgestiegen. Kurz vor seinem letzten Wettkampf jedoch überflutete ein Unwetter das Tal, in dem die Hoggetts leben. Es gelang Hoggett und Rex einen Großteil der Schafe zu retten und Rex blieb zurück, um die Nachzügler zu sichern. Diese waren aber bereits von den Fluten eingeschlossen und kamen nicht weg. Rex blieb bis zum Ende bei den Schafen, die letztendlich doch ertranken und Rex selbst überlebte nur knapp. Seitdem hat er einen Hörschaden und konnte den Wettkampf nicht gewinnen, weil er die Befehle seines Herrchens schlichtweg nicht verstand.
Ein paar Tage später bemerkt Babe wieder, dass die Schafsherde in Panik ist. Er sieht, dass ein dreiköpfiges Rudel von Wildhunden die Schafsherde angreift und versucht, Maa zu reißen. Babe macht dies so wütend, dass er die Hunde angreift, die daraufhin die Flucht antreten. Allerdings kommt für Maa jede Hilfe zu spät, sie verblutet und stirbt, worauf Babe und die Herde um sie trauern. Als Hoggett die Herde erreicht, sieht er nur den blutverschmierten Babe und ist sich sicher, dass er Maa getötet hat. Er entschließt sich daher enttäuscht, Babe zu erschießen. Fly, die Zweifel hat, dass ausgerechnet Babe Maa getötet haben soll, vertraut sich den Schafen an. Diese zögern aber zunächst, da die Schafe die Hunde, die sie stets „Wölfe“ nennen, für ignorant halten. Im Gegenzug halten die Hunde Schafe für dumm. Dennoch vertragen sie sich und die Schafe erklären Fly, was passiert ist. Fly stürmt daraufhin zurück zur Farm, wo Hoggett die Vorbereitung zur Tötung Babes abgeschlossen hat. Fly kann ihn solange davon abhalten, bis seine Frau Esme ihm von einer aktuellen Warnung der Polizei erzählt, wonach Wildhunde auf den Nachbarsfarmen Schafe gerissen haben. Daher kann er von Babes Erschießung doch noch absehen.
Kurz darauf fährt Esme zu einem Ausflug mit Freundinnen und ihr Mann kann sich in Ruhe auf den bald stattfindenden nationalen Schäferhundewettbewerb vorbereiten. Hoggett ist nun fest entschlossen, Babe für diesen Wettkampf anzumelden, aber auch besorgt, dass der Teilnehmer ein Hund sein muss. Nach eingehendem Studium der Regeln und der Tatsache, dass auf dem Anmeldeformular nur nach dem Namen des „Tieres“ und nicht des „Hundes“ gefragt wird, trägt er Babe als Pig ein und sendet per Fax das Formular an die Veranstalter. Da das Wetter draußen schlecht ist, gewährt er Babe den Verbleib im Haus. Als Babe versucht, Kontakt zu der Katze Duchess aufzunehmen, kratzt sie ihn und wird dafür von Hoggett aus dem Haus geworfen. Diese rächt sich daran, dass sie sich später augenscheinlich bei Babe entschuldigt und ihm die wahre Bestimmung der Schweine verrät, nämlich die der Mästung und Schlachtung sowie des Verzehrs durch die Menschen, was Babe absolut verstört. Er rennt zu Fly, die der Geschichte der Katze leider zustimmen muss.
Am nächsten Morgen ist Babe ausgerissen. Hoggett wird von Rex und Fly darauf hingewiesen und verzweifelt suchen sie nach dem Schweinchen, welches sich auf einem nahegelegenen Friedhof versteckt hat. Hoggett nimmt ihn mit nach Hause, doch Babe ist immer noch so verängstigt durch diese Tatsache, dass er sogar die Nahrung verweigert. Nur mit großer Mühe und Fürsorge gelingt es Hoggett, Babe wieder aufzubauen und ihn zum Fressen zu bewegen. So wird Babe für den großen Tag vorbereitet.
Als es dann so weit ist, sind die Reaktionen auf Babes Teilnahme wie zu erwarten vernichtend. Das Publikum lacht Hoggett aus, die Jury und anderen Teilnehmer sind empört und verlangen eine Überprüfung der Regeln. Hoggett lässt sich hiervon aber nicht beeindrucken, da er an Babes Talent glaubt. Babe versucht sich derweil mit seiner Schafsherde zu unterhalten, diese ignorieren ihn jedoch völlig, was Babe total verunsichert. Während Hoggett auf die Entscheidung der Jury wartet, hechtet Rex zurück zur Farm, um dort die Schafe um Hilfe zu bitten. Ähnlich wie zuvor Fly, versucht er freundlich die Schafe darum zu bitten, ihm und Babe zu helfen. Die Schafe stimmen zu, Rex eine Parole zu nennen, wenn er sie zukünftig freundlicher behandelt. Rex erklärt sich einverstanden, erhält die Parole und rennt zurück zum Wettbewerb, wo der Jury aufgrund einer Lücke in den Regeln nichts anderes übrig bleibt, als Babe zur Teilnahme zuzulassen. Rex nennt Babe die Parole und mit dieser gelingt es Babe unter den erstaunten Augen der Zuschauer und Jury sowie den Tieren auf der Farm, die den Wettbewerb zufällig am Fernseher betrachten, die Schafe durch ihre vorgegebene Route zu führen. Als Hoggett das Tor schließt, bricht das Publikum in tosendem Jubel und Applaus aus und Babe erhält von der Jury die volle Punktzahl. Hoggett lobt Babe am Ende lächelnd für seine Leistung.

## Hintergrund
Für die Rolle des Schweinchens Babe wurden 48 Ferkel ausgebildet. In einigen Szenen wurden jedoch auch animatronische Tiere eingesetzt. Bei den Dreharbeiten soll kein Tier zu Schaden gekommen sein. Im Gegenteil wurde vertraglich zugesichert, dass auch nach den Dreharbeiten explizit die eingesetzten Ferkel niemals der Schlachtung zugeführt werden dürften.
James Cromwell wurde während der Dreharbeiten zum Veganer. Der Film wurde in Malaysia verboten, da in dem muslimischen Land keine Schweine im Fernsehen dargestellt werden sollen.
Es existieren drei Synchronfassungen, eine hochdeutsche, eine österreichische und eine schweizerdeutsche. Die hochdeutsche entstand bei der Berliner Synchron. Lutz Riedel schrieb das Dialogbuch und führte Regie.
| Figur                    | Darsteller          | Deutscher Sprecher       | Österreichischer Sprecher | Schweizer Sprecher    |
| ------------------------ | ------------------- | ------------------------ | ------------------------- | --------------------- |
| Babe                     | Christine Cavanaugh | Anne Helm                | Ulrike Beimpold           | Ursula Schaeppi       |
| Fly (Hundemutter)        | Miriam Margolyes    | Kerstin Sanders-Dornseif | Senta-Maria Parsons       | Prisca Haenggi        |
| Ferdinand (Ente)         | Danny Mann          | Michael Pan              | Andy Woerz                | Walter Andreas Müller |
| Rex (Hundevater)         | Hugo Weaving        | Roland Hemmo             | Gerald Pichowetz          | Inigo Gallo           |
| Maa (Schaf)              | Miriam Flynn        | Ingeborg Wellmann        | Christine Brandner        | Ruth Bannwart         |
| Herzogin/Duchess (Katze) | Russi Taylor        | Judy Winter              | Bettina Barth-Wehrenalp   | Birgit Steinegger     |
| Arthur Hoggett           | James Cromwell      | Hans Nitschke            | Dietrich Siegl            | Franz Matter          |
| Mrs. Hoggett             | Magda Szubanski     | Sonja Deutsch            | Martina Heim              | Heidi Diggelmann      |
| Erzähler                 | Roscoe Lee Browne   | Joachim Nottke           | Florentin Groll           | Christoph Schwegler   |

## Rezeption
Ein Schweinchen namens Babe erhielt ein sehr gutes Presseecho, was sich auch in den Auswertungen US-amerikanischer Aggregatoren widerspiegelt. So erfasst Rotten Tomatoes fast ausschließlich wohlwollende Besprechungen und ordnet den Film dementsprechend als „Zertifiziert Frisch“ ein. Metacritic ermittelt aus den vorliegenden Bewertungen „Allgemeines Kritikerlob“. Es folgen einige repräsentative Pressestimmen:
Bob Bloom (Journal and Courier) bezeichnet Ein Schweinchen namens Babe als einen der „schönsten Familienfilme aller Zeiten“. Ken Hanke (Mountain Xpress) bewertet den Film als „überraschend gut“.
Ein Schweinchen namens Babe wurde für die Spezialeffekte mit einem Oscar ausgezeichnet. Weitere Oscar-Nominierungen gab es in den Kategorien Bester Film, Bestes adaptiertes Drehbuch, Beste Regie, Bester Nebendarsteller, Bestes Szenenbild und Bester Schnitt. Der Film erhielt zudem zahlreiche australische und britische Filmpreise.

## Weiterführende Informationen
Literatur
- Dick King-Smith: Schwein gehabt, Knirps! (Originaltitel: The Sheep Pig). Deutsch von Anne Braun. Mit Illustrationen von Mary Rayner. 4. Auflage. Sauerländer, Aarau, Frankfurt am Main und Salzburg 1996, 138 S., ISBN 3-7941-3904-6
- Ron Fontes und Justine Korman: Ein Schweinchen namens Babe. Nach dem Drehbuch von George Miller und Chris Noonan. Nach dem Buch von Dick King-Smith (Originaltitel: Babe). Deutsch von Nicola Aschenbrenner. (Genehmigte Taschenbuchausgabe.) Goldmann, München 1996, 60 S., ISBN 3-442-43616-8

Belege
1. ↑  Archivlink (Memento vom 25. Februar 2012 im Internet Archive)
2. ↑  Keine Schweinchen, wenig Babes. Abgerufen am 26. Oktober 2023.
3. ↑  Ein Schweinchen namens Babe in der Deutschen Synchronkartei
4. 1 2  Ein Schweinchen namens Babe. In: Rotten Tomatoes. Fandango, abgerufen am 27. Dezember 2024 (englisch, aggregiert aus 71 Kritiken).
5. 1 2  Ein Schweinchen namens Babe. In: Metacritic. Abgerufen am 27. Dezember 2024 (englisch, aggregiert aus 16 Kritiken).
6. ↑  Jury-Begründung. In: Deutsche Film- und Medienbewertung (FBW). Abgerufen am 26. November 2024.
7. ↑  Judd Blaise: Ein Schweinchen namens Babe (Memento vom 26. Mai 2020 im Internet Archive) bei AllMovie (englisch)
8. ↑  Bob Bloom: Review. In: Journal and Courier. Lafayette, IN 3. Februar 2004 (englisch): “A wonderful family movie; one of the best of the 1990s, and all time.”
9. ↑  Ken Hanke: Review. In: Mountain Xpress. 27. Juni 2007, abgerufen am 26. November 2024 (englisch): „Babe was a surprisingly good film in 1995 and it remains so today.“
10. ↑  Awards. Internet Movie Database, abgerufen am 16. November 2024.

- Weitere Filmlinks:
- IMDb: Link |
- OFDb: Link |
- Filmdienst: Link |
- AFI: Link |
- Box Office Mojo: Link |
- Cinema: Link |
- Schnittberichte: Link |
- TMDb: Link |
- Letterboxd: Link |
- Moviepilot: Link |
- bearbeiten